# Hardhöhe
Die Hardhöhe ist ein ehemaliger Stadtbezirk und aktueller Statistischer Bezirk im Westen der kreisfreien Stadt Fürth mit 4210 Einwohnern (Stand 31. Dezember 2006). Die Siedlung ist im Osten durch die Bahnstrecke Nürnberg–Bamberg und im Süden durch die Bahnstrecke Fürth–Würzburg begrenzt, im Westen durch die Südwesttangente und im Norden durch die Würzburger Straße.

## Geschichte
Der Name leitet sich vom Flurnamen Hard, einem Namen für bewaldeten Höhenzügen ab. Ein Rest des Waldes ist der kleine Eichenwald an der Stiftungsstraße. Nach der Rodung wurde die Hard nicht kultiviert und landwirtschaftlich genutzt, sondern es wurden Militärparaden abgehalten, unter anderem von Gustav Adolf im Dreißigjährigen Krieg und der Reichsarmee im Siebenjährigen Krieg sowie durch die neuen Machthaber, nachdem Fürth 1792 preußisch und 1806 bayerisch wurde.
Nach der Industrialisierung im 19. Jahrhundert entstanden regelmäßig neue Pläne das freie Gelände zu nutzen. 1889 wurde vorgeschlagen einen Stadtpark anzulegen, Kasernen sollten 1890 dort entstehen, 1902 wurde die Hard als Standort eines neuen Krankenhauses vorgesehen. 1907 wurde auf der Hard zu Ehren Otto von Bismarck ein 17,5 Meter hoher Bismarckturm, in etwa an der Stelle, an der heute die Heilig-Geist-Kirche steht, errichtet. In den 1920ern entstanden beim Bismarckturm ein Festplatz und ein Biergarten.
1919/20 baute die Gothaer Waggon- und Flugzeugfabrik auf der Hard. Der Standort wurde 1938 an die neu gegründete Bachmann, von Blumenthal & Co. Flugzeugbau (BBF) verkauft, die in die Luftrüstung des Dritten Reichs eingebunden war. Ein Werksflugplatz mit Startbahn wurde errichtet. 1938 wurde auf Weisung des Reichsluftfahrtministeriums der Bismarckturm abgerissen. Die USAAF bombardierten im Februar 1945 die Firma, viele Häuser der Hardsiedlung wurden ebenfalls getroffen. Diese entstanden zwischen 1935 und 1938 im Rahmen eines Hilfsprogramms für Arbeitslose; Ziel des Hilfsprogramms war es Arbeitslosen bei großer Eigenleistung günstig Wohneigentum zu ermöglichen.

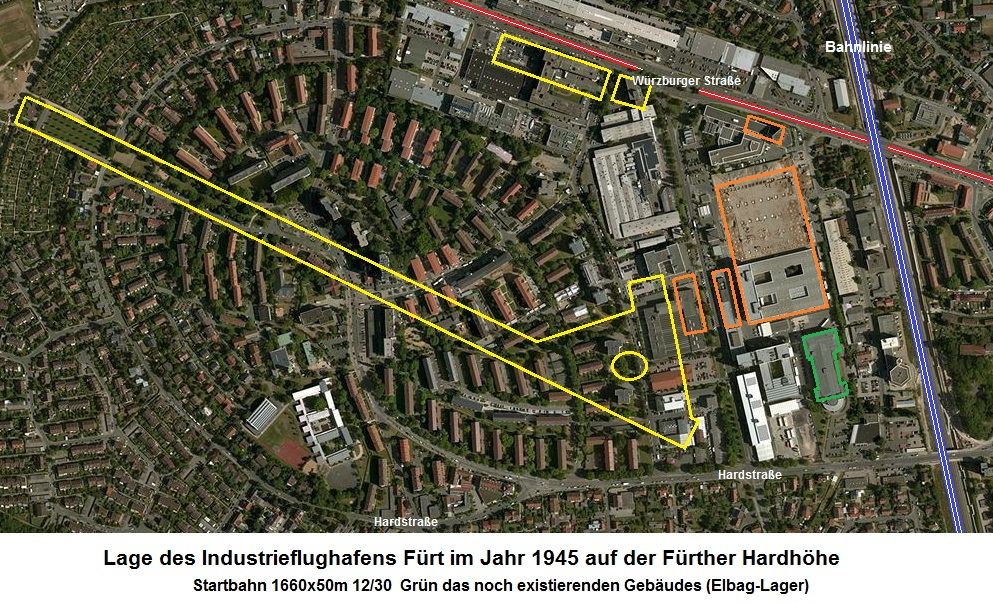
Ehemalige Landebahn des Industrieflughafens eingezeichnet in modernes Luftbild – im Westen noch weitgehend frei von Bebauung, ist sie im Osten zu großen Teilen überbaut

Nachdem der Nürnberger Flughafen am Marienberg im Zweiten Weltkrieg zerstört worden war, wurde die Startbahn des ehemaligen Werkflugplatzes als provisorischer Flugplatz eingerichtet. Der Industrieflughafen Nürnberg-Fürth wurde bis zum 6. April 1955 genutzt, bis der heutige Flughafen an seinem Standort im Knoblauchsland in Betrieb ging.
Wenige Gebäude des alten Flughafens kann man noch auf der Hardhöhe finden, beispielsweise das Gebäude eines Möbelhauses an der Hardstraße. Der ehemalige Verlauf der Landebahn ist auch teilweise noch im Luftbild zu erahnen, insbesondere ihr westlicher Teil ist weitgehend frei von Hochbauten.
Der Fürther Stadtbaurat Friedrich Hirsch stellte am 7. April 1955 im Bauausschuss den Bebauungsplan für das Flugplatzgelände vor. Die Pläne waren schon seit längerer Zeit fertig, da die Stadt das Gelände auf der Hard nutzen wollte, um Maßnahmen gegen die Wohnungsnot der Nachkriegszeit ergreifen zu können. Eine Trabantenstadt nach den Städtebauvorstellungen der 1950er als aufgelockerte Stadt im Grünen mit Wohnungen, Kirche, Schule, Volksbücherei und Kindergarten sowie mit Geschäften, Post und Sparkasse sollte entstehen.
Dabei versuchte man gerade Straßen, jegliche Symmetrie und Monumentalität zu vermeiden, um nicht an die NS-Architektur zu erinnern. An den geschwungenen Straßen stehen die Häuser aufgefächert und nicht in Baublöcken. Grünflächen und Bäume lockern das Ensemble auf, da nach der damaligen Vorstellung der Mensch die tägliche Berührung mit der Natur brauche, um der „Großstadtvermassung“ zu entgehen. Die Stadtlandschaft war das Leitbild dieser Stadtplanung, Ziel war eine Stadt die in die Natur eingebettet sein sollte. Das Konzept sah die Mischung von Mehr- und Einfamilienhäusern mit das Stadtbild beherrschenden Hochhäusern als Symbol der Modernität. Die Idee dahinter war, dass unterschiedliche Bevölkerungsschichten durch unterschiedliche Wohnungen zusammenkommen sollten. An den Häusern finden sich Wandbilder, die oft in idyllischen Motiven Sehnsüchte der Nachkriegszeit dokumentieren. Nach Beendigung der Baumaßnahmen im Jahr 1964 war die Wohnungsnot in Fürth beendet. Bis auf wenige moderne Zubauten erscheint die Hardhöhe im nüchternen Gewand der Architektur der 1960er Jahre.

## Verkehr

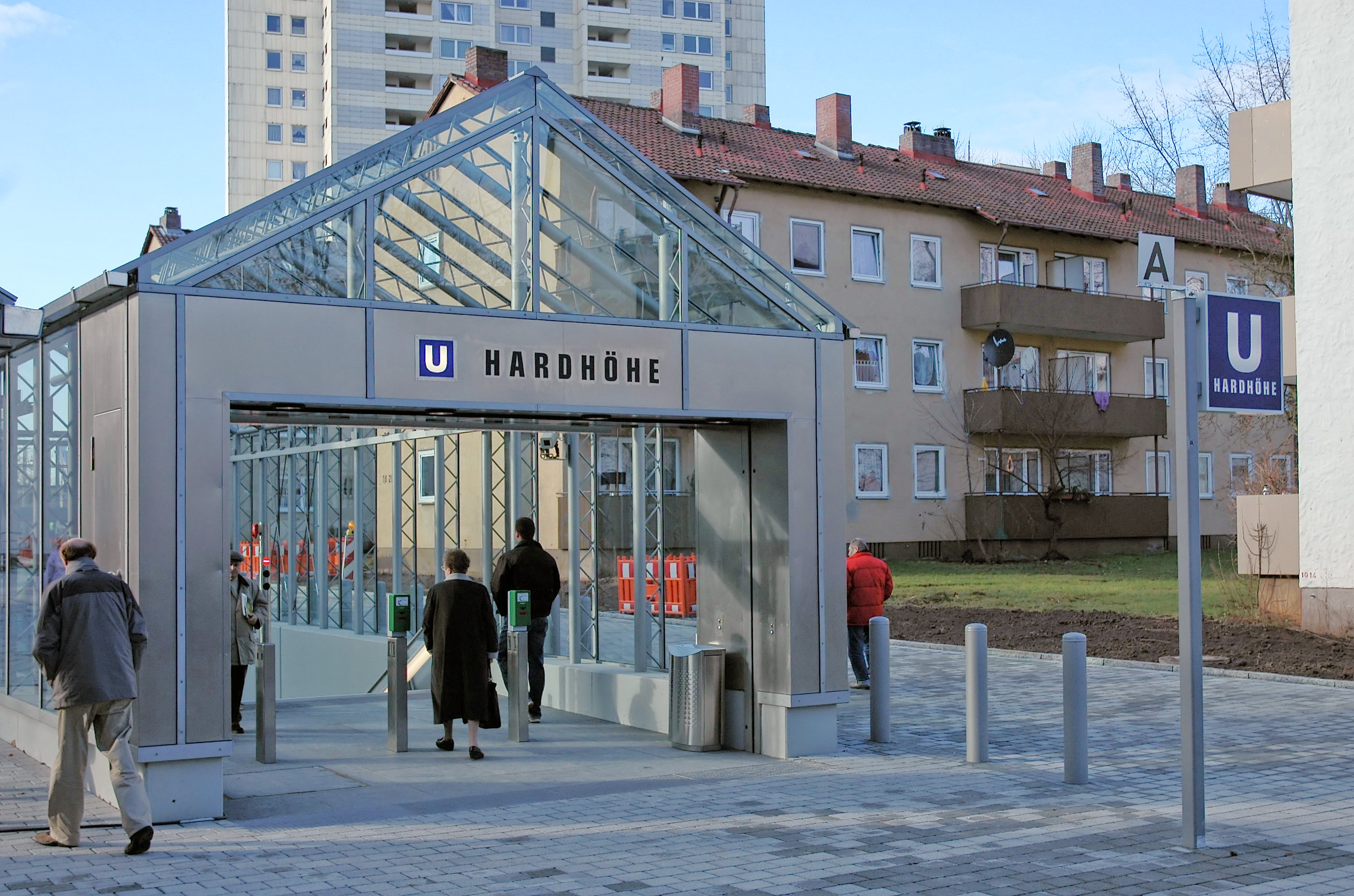
Eingangsbereich des U-Bahnhofs Hardhöhe

Die Hardhöhe befindet sich südlich der Würzburger Straße (B 8), in Nord-Süd-Richtung verläuft beinahe parallel die Breslauer Straße und verbindet die B 8 mit der Südwesttangente an deren Anschlussstelle Fürth-Fürberg. Vom Scherbsgraben im Osten kommt die Hardstraße, diese erschließt die Hardhöhe in Ost-West-Richtung. Westlich der Breslauer Straße mündet in die Hardstraße die Soldnerstraße, die die Hardhöhe in etwa in Nord-Süd-Richtung. Neben dieser Hauptstraßen und diverser Nebenstraße wird die Hardhöhe über viele kleine Wege zwischen diesen Straßen erschlossen.
Über die Hardstraße und deren Fortsetzung in der Soldnerstraße sollte die Hardhöhe mit der Straßenbahn von der Billinganlage aus erschlossen werden. Die tropfenförmige Fläche zwischen Soldner-, Volta- und Gaußstraße sollte eine Wendeschleife aufnehmen. Am 2. Mai 1961 wurde die Omnibuslinie 76 als Provisorium bis zur Errichtung der Straßenbahnstrecke eingerichtet. Der Fahrplantakt war mit dem der Straßenbahn abgestimmt. Im Berufsverkehr fuhr der Bus alle fünf Minuten.
Diese Straßenbahnverlängerung wurde nie realisiert und stattdessen eine Anbindung des Stadtteils mit der Buslinie 76, später 176, realisiert. Seit dem 8. Dezember 2007 erschließt die U-Bahn-Linie U1 den Stadtteil mit dem U-Bahnhof Hardhöhe. In Nord-Süd-Richtung verkehrt seitdem die Linie 171 mit benachbarten Stadtteilen. An der Würzburger Straße halten Linienbusse des OVF die über Seukendorf nach Veitsbronn oder Seckendorf fahren. Außerdem ist die Hardhöhe über den Haltepunkt Fürth-Unterfürberg an die S6 nach Neustadt an der Aisch und dem Haltepunkt Fürth-Klinikum an die S1 in Richtung Erlangen angeschlossen.

## Wirtschaft
Im Stadtteil Hardhöhe sind einige namhafte Unternehmen ansässig, unter anderen die Siemens AG, Atos, ebl-naturkost, die Uvex, die Kennametal Hertel und die plettac AG, eine Ausgründung aus der Grundig AG. Die Firma Flabeg, der letzte Vertreter der Fürther Spiegelhersteller, hatte ihren Sitz auf der Hardhöhe, ist nun jedoch in Nürnberg ansässig.